# Zoo de Prospect Park
Le zoo de Prospect Park se trouve à l'est de Prospect Park, sur Flatbush Avenue, dans l'arrondissement de Brooklyn à New York. Il est administré par la Wildlife Conservation Society. On peut y voir notamment des otaries de Californie, des lions de mer, et conserve également des espèces animales en danger telles que le tamarin ou le petit panda. 